# Triệu Thị Bình
Triệu Thị Bình (sinh ngày 14 tháng 10 năm 1977).
Quê quán: xã Tân Lĩnh, huyện Lục Yên, tỉnh Yên Bái.
Là một nữ Chính trị gia Người Việt Nam.  Là đại biểu Quốc hội Việt Nam khóa XI và XII, thuộc đoàn đại biểu Yên Bái..
Bà hiện là Đại biểu Hội đồng nhân dân, Thường trực HĐND tỉnh Yên Bái. 